# تون ساتومی
تون ساتومی (به ژاپنی: 里見 弴 Satomi Ton) تخلص نویسنده ژاپنی هیدئو یامانوئوچی بود.